# Bryant Smith
Bryant Andre Smith (Huntsville, 21 ottobre 1977) è un ex cestista statunitense, professionista in Europa e in Sudamerica.

## Carriera
La sua carriera inizia nel 1995 con la prima delle quattro stagioni presso la Auburn University, dove disputa il campionato NCAA con medie che oscillano tra i 3,6 punti del primo anno ai 13,3 della stagione 1997-98.
Le sue esperienze successive sono all'interno dei campionati minori americani, laddove indossa la casacca degli Atlanta Trojans (USBL) e dei Sioux Falls Skyforce (campionato CBA), esprimendosi qui con 19 punti a partita.
Dopo aver sostenuto qualche summer league negli Stati Uniti, Smith ha la sua prima avventura europea in quel di Cipro, accettando nel 2001 l'offerta dell'Apollōn Limassol: produce 31 punti a partita in campionato, e 29,5 in campo europeo dove gioca la Coppa Korać.
La carriera è proseguita poi in Bulgaria nel Lukoil Akademik Sofia, rimanendovi per tre stagioni e mezzo, disputando le coppe europee: qui vince due scudetti e viene nominato miglior giocatore del campionato bulgaro 2004.
Nel febbraio 2006 si trasferisce al Hapoel Galil Elyon, in Israele, giocando 18 partite di campionato alla media di 14,2 punti e 4,2 rimbalzi a gara.
L'annata 2006-07 segna il suo esordio italiano: inizia l'annata con la neopromossa Legea Scafati, in Serie A, disputando però 7 partite (alla media di 8,9 punti a partita); in seguito verrà ingaggiato dalla Benetton Treviso per sostituire Richie Frahm, ottenendo un bottino più modesto: 3,5 punti di media in campionato e 3,3 in Eurolega.
Tornerà nuovamente protagonista a Cipro nel 2007-08, firmando un contratto con il Keravnos Strovolou e vincendo il campionato proprio contro la sua ex squadra, l'Apollon. Nell'estate 2008 arriva invece la firma per Reggio Emilia (campionato di Legadue) ma nel febbraio 2009 esce dalle rotazioni con l'arrivo del connazionale Glen McGowan: fin lì aveva avuto medie pari a 10,3 punti, 3,9 rimbalzi, 52,3% da due e 36,6% da tre. A marzo arriva la rescissione del contratto.
Nel 2004 ha inoltrato richiesta per ottenere il passaporto bulgaro.

## Palmarès

### Squadra
- Campionato francese: 1

Élan Chalon: 2011-12
- Coppa di Bulgaria: 3

Academic Sofia: 2003, 2004, 2006
- Coppa di Francia: 2

Elan Chalon: 2010-11, 2011-12
- Semaine des As: 1

Élan Chalon: 2012

### Personale
- CBA All-Rookie First Team (2000)